# الكلية التقنية بالرياض
أنشئت الكلية التقنية بالرياض في عام 1403 هـ / 1983م كأول كلية جامعية تطبيقية في المملكة العربية السعودية. وكان هدفها الأول تخريج الكوادر الفنية المؤهلة علمياً وعملياً للعمل في المجالات الفنية والهندسية التي تسهم بشكل مباشر في بناء الاقتصاد الوطني. وخلال السنوات الست الأولى من تطبيق برنامج الدبلوم ظهرت حاجة المؤسسة العامة للتدريب التقني والمهني للأستاذة المتخصصين، للعمل في الكليات التقنية التابعة للمؤسسة العامة. لذا تبنت فكرة وتطبيق برنامج البكالوريوس لتأهيل المتميزين من خريجي برنامج الدبلوم علمياً وتربوياً للعمل في مجال التدريس في الكليات التقنية وفي العام 10/6/1409هـ صدرت موافقة المقام السامي الكريم رقم (7/194/م) على تطوير الكلية التقنية بمدينة الرياض ومدة فترة الدراسة فيها أربع سنوات لتمنح درجة البكالوريوس في الهندسة التقنية وتعطي خريجيها من الميزات ما يعطي لخريجي كليات الهندسة في المملكة.

## أقسام الكلية التدريبية
تميزت الكلية التقنية بوجود العديد من التخصصات المتنوعة التي توافق احتياجات سوق العمل، وتتوافق مع تفضيلات المتقدمين، وتحتوي بعض أقسام الكلية على مرحلتي الدبلوم والبكالوريوس بينما تقتصر بعضها على مرحلة الدبلوم فقط.
1. الكلية التقنية الميكانيكية: وتشمل تخصصات الإنتاج والتبريد والتكييف والمركبات والأنظمة الهيدروليكية والمعدات الثقيلة وآلات زراعية وكهرباء السيارات.
2. الكلية التقنية الحاسب: وتضم تخصصات البرمجيات والشبكات والدعم الفني وإدارة أنظمة الشبكات والوسائط المتعددة.
3. الكلية التقنية الكهربائية: وتضم تخصصات آلات ومعدات وقوى كهربائية.
4. الكلية التقنية الإدارية: وتشمل تخصصات المحاسبة والتسويق والإدارة المكتبية وإدارة المستودعات وإدارة الموارد البشرية والتأمين.
5. الكلية التقنية السياحة والضيافة: تضم تخصصات الفندقة والسفر والسياحة وخدمات الضيافة وخدمات الحج والعمرة وإدارة الفعاليات وخدمات الطهي.
6. الكلية التقنية المدنية والمعمارية: وتشمل العمارة والمدني والمساحة.
7. الكلية التقنية الإلكترونية: تشمل الأجهزة الطبية والإلكترونيات الصناعية.
8. الكلية التقنية الكيميائية: تضم تخصصات الإنتاج الكيميائي والمختبرات الكيميائية.
9. الكلية التقنية الخاصة: تتضمن التطبيقات المكتبية وصيانة الحاسب لفئة الصم ودعم المستفيدين والتطبيقات المكتبية على الحاسب لفئة للمكفوفين.
10. الكلية التقنية للاتصالات: تضم تخصص الاتصالات.
11. الكلية التقنية الغذاء والبيئة: تشمل التصنيع الغذائي وإنتاج الدواجن وحماية البيئة والسلامة والصحة المهنية وسلامة الأغذية.

## أقسام الكلية الإدارية
- إدارة تقنية المعلومات.
- إدارة العلاقات العامة.
- مركز خدمة المجتمع.
- مركز التعليم الإلكتروني.

## شروط القبول للدبلوم الكلية التقنية
1. أن يكون المتقدم حاصل على الشهادة الثانوية العامة أو ما يعادلها بمعدل تراكمي لا يقل عن (80%) كحد أدنى.
2. أن يكون المتقدم سعودي الأصل الجنسية.
3. أن يجتاز اختبارات المركز الوطني للقياس.
4. يجب على المتقدم أن يجتاز الدرجة المطلوبة في الاختبارات.
5. أن لايقل العمر عن 18 عامًا ألا يزيد عمر المتقدم عن 25 عامًا.
6. أن يكون حسن السيرة والسلوك.
7. ان يكون المتقدم لائق طبياً.
8. ألا يزيد تاريخ الحصول على المؤهل عن خمس سنوات.
9. ألا يكون المتقدم مقيد أو خريجًا من إحدى جامعات السعودية أو برنامج أخر.
10. ألا يكون المتقدم طالب مستمراً أو خريجًا من ذات البرنامج المتقدم عليه.
11. ألا يكون المتقدم قد سبق فصله من أحد الجهات التعليمية أو غيره لسبب تأديبي أو غيره.
12. ألا يكون مفصولاً أو مطوي قيده من أي كلية تقنية خلال الفصلين الماضيين.
13. عدم التقديم على أي برنامج آخر متزامن في ذات الفترة التدريبية.
14. ألا يكون موظفا، ويمكن قبول الموظفين الموفدين في حال إحضار موافقة من جهة العمل وإستيفاء الشروط.[3]

## شروط القبول والإلتحاق لبكالوريوس الكلية التقنية
يتطلب التقديم في البرنامج الخاص بالبكالوريوس في الكلية التقنية أن تتوافر بعض الشروط التي توفر للمتقدم فرصة الالتحاق بهذا التخصص، وتتمثل هذه الشروط فيما يلي:
1. أن يكون المتقدم حاصل على دبلوم الكلية التقنية أو في المجال الذي يرغب في الالتحاق به.
2. أن يكون المتقدم سعودي الأصل الجنسية
3. ويستثنى من شرط، :إن يكون أولا من أم سعودية وفي حالة تم توفر مقاعد شاغرة لم يتم شغلها حسب تعليمات وتوجيهات المنظمة لذالك بعد استيفاء جميع الشروط والاجراءات والوثائق التي يتم تحديدها وقت التقديم.
4. ألا يكون تم قبوله ضمن برنامج خادم الحرمين الشريفين للابتعاث الخارجي مسبقاً.
5. ألا يكون تم قبول المتقدم في كلية إعداد المدربين التقنيين.
6. ألا يكون المتقدم قد حصل على شهادة تدريب تقني أو مهني في السابق أعلى من مستوي الشهادة التي تقدم لها أو تعادلها.
7. استيفاء جميع الشروط والوثائق التي يتم تحديدها وقت التقديم.
8. أن يكون المتقدم متفرغ بشكل كلي للتدريب.
9. أن يتم قبوله طبياً للتخصص الذي يتقدم إليه أو البرنامج الذي يرغب في الالتحاق به.
10. ألا يكون المتقدم قد سبق فصله من أحد الجهات التعليمية لسبب تأديبي أو غيره.
11. إذا كان المتقدم يعمل في أحد الجهات يجب أن يحصل على موافقة على الإيفاد أو التفرغ من الجهة الخاصة بعمله.
12. يجب على المتقدم أن يجتاز الدرجة المطلوبة في الاختبار الخاص باللغة.[4]

## النظام التدريبي المعتمد بالكليات التقنية للبنين
تعمل الكلیات التقنية وفق النظام النصفي، حیث ینقسم العام التدريبي إلى فصلین تدریبین مدة كل فصل 15 أسبوعًا، ولاتدخل من ضمنها فترتي الإعداد والتقويم النهائي ويتطلب تخرج المتدرب في مرحلة الدبلوم اجتياز ما بین 75 إلى 85 وحدة تدریبیة (یعتمد ذلك على التخصص) بالإضافة إلى فصل للتدریب التعاوني.
وفي مرحلة البكالوریوس التطبیقي یتطلب إجازة ما بین 64 إلى 91 وحدة تدريبية، وذلك وفقًأ للخطط التدریبیة المعتمدة.

## فروع الكليات التقنية للبنين
1. الكلية التقنية بالرياض
2. كلية الاتصالات والمعلومات بالرياض
3. الكلية التقنية بمكة المكرمة
4. الكلية التقنية بالمدينة المنورة
5. كلية السياحة والفندقة بالمدينة
6. الكلية التقنية بجدة
7. كلية الاتصالات والالكترونيات بجدة
8. الكلية التقنية بالدمام
9. الكلية التقنية ببريدة
10. الكلية التقنية الثانية ببريدة
11. الكلية التقنية بعنيزة
12. الكلية التقنية بأبها
13. الكلية التقنية بحائل
14. الكلية التقنية بالقريات
15. الكلية التقنية بجازان
16. الكلية التقنية بعرعر
17. الكلية التقنية بتبوك
18. الكلية التقنية بالجوف
19. الكلية التقنية بنجران
20. الكلية التقنية بالباحة
21. الكلية التقنية بالخرج
22. الكلية التقنية بالأحساء
23. الكلية التقنية بالقطيف
24. الكلية التقنية بالطائف
25. الكلية التقنية بالزلفي
26. الكلية التقنية بحفر الباطن
27. الكلية التقنية ببيشة
28. الكلية التقنية بالرس
29. الكلية التقنية بالقويعية
30. الكلية التقنية بالدوادمي
31. الكلية التقنية بخميس مشيط
32. الكلية التقنية بالمجمعة
33. الكلية التقنية بالقنفذة
34. الكلية التقنية بوادي الدواسر
35. الكلية التقنية بالنماص
36. كلية ينبع للتقنية التطبيقية
37. الكلية التقنية ببقعاء
38. الكلية التقنية بصامطة
39. الكلية التقنية بتنومة
40. الكلية التقنية بالأفلاج
41. الكلية التقنية بالمذنب
42. الكلية التقنية بمحايل عسير
43. الكلية التقنية الثانية بأبها
44. الكلية التقنية بالدرب
45. الكلية التقنية بالليث
46. الكلية التقنية بتربه
47. الكلية التقنية برفحاء
48. كلية السياحة والفندقة بالطائف
49. الكلية التقنية بأملج
50. الكلية التقنية بالوجه
51. كلية السياحة بالمزاحمية
52. الكلية التقنية بالداير
53. الكلية التقنية بالسليل
54. الكلية التقنية بالحائط
55. الكلية التقنية برنية
56. الكلية التقنية بسراة عبيدة
57. الكلية التقنية بالحناكية
58. الكلية التقنية بالمخواة
59. الكلية التقنية بطبرجل
60. الكلية التقنية بطريف
61. الكلية التقنية بدومة الجندل
62. الكلية التقنية بالعلا
63. الكلية التقنية ببلقرن

## الكلية التقنية للبنات
اهتمت قيادة المملكة العربية السعودية بقطاع التدريب باعتباره المسؤول عن تلبية الحاجة للأيدي الفنية المدربة في شتى المجالات التي تعتمد عليها التنمية الشاملة، فقد حرصت المؤسسة العامة للتدريب التقني والمهني على تنفيذ ذلك من خلال تدريب الفتيات، وقد تم افتتاح الكليات التقنية للبنات في كافة مناطق المملكة لتستوعب خريجات الثانوية العامة بكافة فروعها، في عدد من التخصصات المهنية والتقنية التي يحتاجها سوق العمل المحلي، وتمنح الخريجات من الكليات التقنية للبنات شهادة جامعية متوسطة بعد إتمامها لمتطلبات التدريب المقررة، كما تم البدء في منح شهادة البكالوريوس في عدد من التخصصات.

### الكلية التقنية الرقمية للبنات
في يوليو 2020 استحدثت المؤسسة العامة للتدريب التقني والمهني الكلية التقنية الرقمية للبنات بالرياض، وهي إحدى الكليات التقنية المتخصصة في المجال الرقمي، وتتضمن أربعة أقسام رئيسية في مرحلتها الحالية: الدعم الفني، والبرمجيات، وإدارة أنظمة شبكات الحاسب الآلي، والوسائط المتعددة وتقنيات الويبو. بذلك يصبح عدد الكليات التقنية للبنات بمدينة الرياض اثنتين هما الكلية التقنية والكلية التقنية الرقمية.

## أقسام الكلية التدريبية للبنات
تهدف برامج التدريب التقني للبنات لإعداد فنيات مؤهلات للعمل في عدد من المجالات المهنية والتقنية التي يحتاجها سوق العمل السعودي "النسائي"، حيث بلغت عدد البرامج التي تقدمها ستة برامج تدريبية قابلة للزيادة حسب متطلبات السوق.
1. قسم الحاسب وتقنية المعلومات: الوسائط المتعددة وتقنيات الويب والدعم الفني للحاسب وبرمجيات الحاسب وإدارة أنظمة شبكات الحاسب والتطبيقات المكتبية وصيانة الحاسب لفئة الصم.
2. قسم التقنية الإدارية: التسويق والمحاسبة والإدارة المكتبية وإدارة الموارد البشرية.
3. قسم تقنية التجميل والتزيين: العناية بالشعر والعناية بالبشرة والمكياج والعناية بالشعر والتجميل.
4. قسم تقنية التصميم وإنتاج الملابس: خياطة وإنتاج الملابس وتصميم الأزياء.
5. قسم تقنية الغذاء والبيئة: التصنيع الغذائي.
6. قسم السياحة والضيافة: خدمات الحج والعمرة.

## النظام التدريبي المعتمد بالكليات التقنية للبنات
النظام التدريبي المعتمد بالكليات التقنية للبنات هو النظام الفصلي حيث يتكون كل عام تدريبي من فصلين تدريبيين لا تقل مدته عن 18 أسبوعًا شاملًا الإعداد والتقويم، وبعد إكمال المتدربة للساعات التدريبية المعتمدة للبرنامج والمطلوب للتخرج تمنح الخريجة بعدها وثيقة التخرج، حسب تصنيف وزارة الموارد البشرية والتنمية الاجتماعية.
وتعنى المؤسسة بنوعية التدريب التقني وتقوية مناهجه وتطويرها لرفع كفاءة أدائها وذلك بالتركيزعلى التقنية الحديثة المتطورة في جميع المستويات، لتتماشى مع احتياجات الاقتصاد الوطني ومتطلبات سوق العمل بالمملكة والمدة النظامية لإنهاء متطلبات التخرج.

## فروع الكليات التقنية للبنات
1. الرياض
2. المدينة المنورة
3. عرعر
4. الأحساء
5. حائل
6. خميس مشيط
7. بريدة
8. الباحة
9. الخرج
10. تبوك
11. نجران
12. الطائف
13. جدة
14. الجوف
15. الرس
16. جازان
17. حفرالباطن
18. الدوادمي
19. الأفلاج
20. الزلفى
21. محايل عسير
22. البدائع
23. سراة عبيدة
24. أبها
25. بيشة
26. مكة المكرمة
27. ينبع
28. القويعية

### الكلية التقنية الرقمية للبنات
1. الرياض
2. جدة

## وصلة خارجية
- الكلية التقنية بالرياض